# Обригхајм (Палатинат)
Обригхајм (њем. Obrigheim) општина је у њемачкој савезној држави Рајна-Палатинат. Једно је од 48 општинских средишта округа Бад Диркхајм. Према процјени из 2010. у општини је живјело 2.766 становника. Посједује регионалну шифру (AGS) 7332041.

## Географски и демографски подаци
Обригхајм се налази у савезној држави Рајна-Палатинат у округу Бад Диркхајм. Општина се налази на надморској висини од 147 метара. Површина општине износи 10,8 km². У самом мјесту је, према процјени из 2010. године, живјело 2.766 становника. Просјечна густина становништва износи 256 становника/km².